# گونتاکال
گونتاکال (به انگلیسی: Guntakal) یک منطقهٔ مسکونی در هند است که در Guntakal mandal واقع شده‌است. گونتاکال ۵۱٫۹۰ کیلومتر مربع مساحت و ۱۲۶٬۲۷۰ نفر جمعیت دارد و ۴۳۲ متر بالاتر از سطح دریا واقع شده‌است.